# Peróxido de benzoílo
O peróxido de benzoílo é uma molécula de fórmula C14H10O4 que serve como agente oxidante.

## Propriedades
- Queratolítica: Causa descamação das camadas superficiais da pele.
- Comedolítica: Penetra no folículo pilossebáceo, auxiliando a dissolver o sebo dos microcomedões e comedões, prevenindo sua formação.
- Antibacteriana: Contêm em sua formulação um oxigênio de radical livre. Este oxigênio interfere no crescimento e reprodução da bactéria anaeróbica, o Propionibacterium acnes.

## Ação anti-acne
O peróxido de benzoílo possui ampla gama de usos na terapia da acne, podendo ser indicado para acne comedoniana, papular e pustular. Normalmente é utilizado como monoterapia e combinado com retinóides, antibióticos e absorventes de oleosidade.
Os melhores resultados são obtidos após dois ou três meses, podendo ser verificados após algumas semanas no tratamento da acne leve a moderada. O uso contínuo do produto é normalmente necessário para manter uma resposta clínica satisfatória.

### Tipos disponíveis
As melhores apresentações são as de base gel aquosa, pois facilitam a adesão do paciente ao tratamento (por irritarem menos e serem cosmeticamente mais aceitas). O peróxido de benzoílo possui apresentações de 2.5%,5%,8% e 10%. também pode ser encontrado em farmácias de manipulações, e o farmacêutico formulará de acordo com as necessidade do paciente.

### Reações adversas
Eritema, descamação, queimação e irritação podem advir do uso de peróxido de benzoílo; essas reações logo desaparecem à medida que a pele do paciente se acostuma ao produto.

### Uso
Após a higienização das áreas afetadas, aplica-se o produto sobre elas, de uma a duas vezes ao dia, ou a critério médico. A dosagem deve ser estabelecida pelo seu médico. Nunca faça uso de medicamentos sem conhecimento de um profissional.

### Precauções e advertências
Recomenda-se cautela no uso por gestantes e lactantes, assim como por crianças menores de 12 anos.
O peróxido de benzoílo mancha os cabelos e tecidos coloridos.
É importante evitar o contato do produto com olhos e mucosas.